# Большой Вьюк
Большой Вьюк — река в России, протекает по Верхнекамскому району Кировской области. Устье реки находится в 55 км от устья реки Нырмыч по правому берегу. Длина реки составляет 24 км.
Исток реки на Верхнекамской возвышенности в 24 км к северо-западу от города Кирс. Исток лежит на водоразделе Вятки и верхней Камы, рядом с истоком Большого Вьюка находится исток реки Большая Чудовая. Река течёт на север по ненаселённому лесному массиву, на берегу находится нежилой посёлок Нырмыч-1. Впадает в Нырмыч в 8 км к юго-западу от посёлка Созимский. Ширина реки у устья — 20 метров.

## Данные водного реестра
По данным государственного водного реестра России относится к Камскому бассейновому округу, водохозяйственный участок реки — Кама от истока до водомерного поста у села Бондюг, речной подбассейн реки — бассейны притоков Камы до впадения Белой. Речной бассейн реки — Кама.
Код объекта в государственном водном реестре — 10010100112111100000870.